# 지빙시안
지빙시안(중국어 간체자: 吉炳轩, 병음: Jí Bǐngxuān, 1951년 11월 ~ )은 중화인민공화국의 정치인이다. 헤이룽장성 중국 공산당 당위원회 서기이다.

## 생애
허난성 멍진현 출신이다. 지빙시안은 노동자와 농민, 군인이 되기 위해 정저우대학 중국문학과에 입학했다. 대학을 졸업한 후 고향 멍진현 핑러고등학교에서 교사로 일했다. 1980년 중국 공산당에 입당했고 1987년 공청단 허난성 당위원회에서 부서기와 서기를 지냈다. 1990년 12월 중국공산당 허난성 위원회 부서기장 겸 성위원회 정책연구실 주임을 맡았다. 1년 후 신샹시 당위원회 서기가 되었다.
1993년, 42세의 지방시안은 중앙으로 자리를 옮겨 공청단 중앙서기처 서기를 맡았으며 2년 후 지린성 당위원회 상무위원, 성위원회 선전부 부장을 지냈다. 1998년 다시 베이징으로 돌아와 국영 라디오 방송국 부국장과 당조 부서기에 임명되었다. 2001년 중국공산당 중앙선전부 부부장에 임명된 데 이어 중국공산당 16기 전국대회에서 대변인을 역임했다. 이것으로 지빙시안이 외부 세계에 처음으로 알려졌다. 2003년 4월 중앙선전부 상무부부장 겸 중앙문명위원회 판공실 주임으로 승진했다. 2008년 지방시안은 다시 지방 정부로 자리를 옮겨 헤이룽장성 성위원회 서기를 지냈다. 이후 제13기 전국인민대표대회 상무위원회 부위원장으로 선출되었다.